# ميتشو
ميتشو (بالإسبانية: Michu)‏ وإسمه الكامل ميغيل بيريز كويستا (بالإسبانية: Miguel Pérez Cuesta)‏ وهو لاعب كُرة قدم إسباني سابق ولد في يوم 21 مارس 1986 في مدينة أوفييدو في إسبانيا لعب لعدة أندية منها نادي نابولي وسوانزي سيتي، كما سبق له اللعب مع أندية رايو فايكانو وسيلتا فيغو وريال أوفييدو ولعب أيضاً مع منتخب إسبانيا لكرة القدم مباراة دولية واحدة في 2013.
ميتشو أعلنه تقاعده في صيف 2017 عن عمر ناهز 31 سنة بسبب إصابته مع نادي ريال أوفييدو وقد أعلن اهتمامه بالحصول على دور تدريبي أو رئاسي في كرة القدم.

## مسيرته الكروية
لعب ميتشو خلال مسيرته الاحترافية مع 7 أندية في ستة عشر موسمًا وسجل خلالها 86 هدفًا ضمن 361 مباراة. ولم يفز بأي موسم بالكأس أو بالدوري.
خاض ميتشو مسيرته مع نادي ريال أوفييدو في موسم 2003–04 في المرة الأولى ليلعب معه أربعة مواسم ثم في موسم 2016–17 لمدة موسم واحد، مشاركًا طوالها في 127 مباراة سجل خلالها 14 هدفًا. ثم انتقل إلى نادي سيلتا فيغو في موسم 2007–08 ليلعب معه أربعة مواسم، حيث شارك في 101 مباراة سجل خلالها 14 هدفًا أيضًا. لينتقل بعدها إلى نادي رايو فايكانو في موسم 2011–12 لمدة موسم واحد، مشاركًا في 37 مباراة سجل خلالها 16 هدفًا. ثم انتقل إلى نادي سوانزي سيتي في موسم 2012–13 واستمر معه طيلة ثلاثة مواسم، مشاركًا في 52 مباراة سجل خلالها 20 هدف. هذا وانتقل لاحقًا إلى نادي نابولي في موسم 2014–15 لمدة موسم واحد، مشاركًا في 3 مباريات ولم يسجل أي هدف. ثم انتقل بعدها إلى الاتحاد الشعبي للانغريو ‏ في موسم 2015–16 لمدة موسم واحد، مشاركًا في 13 مباراة سجل خلالها 12 هدفًا.

## روابط خارجية
- ميتشو على موقع الاتحاد الأوربي (الإنجليزية)
- ميتشو على موقع قاعدة بيانات كرة القدم.إي يو (الإنجليزية)
- ميتشو على موقع ناشيونال فوتبول تيمز (الإنجليزية)
- ميتشو على موقع Soccerbase.com (لاعب) (الإنجليزية)
- ميتشو على موقع Soccerway.com (الإنجليزية)
- ميتشو على موقع عالم كرة القدم.نت (الإنجليزية)
- ميتشو على موقع AS.com (الإسبانية)